# Cộng hưởng sắt từ trong mạng điện
Cộng hưởng sắt từ (Ferroresonance) là một hiện tượng cao áp không ổn định xảy ra ở hệ thống điện 3 pha dưới các điều kiện đặc biệt, có khả năng gây ra hư hỏng cho thiết bị.

## Điều kiện
Cộng hưởng sắt từ có thể xảy ra khi một hệ thống 3 pha không tải chứa chủ yếu các thành phần điện kháng và điện dung bị mất một pha. Hiện tượng này thường xảy ra đối với lưới trung thế với các máy biến áp(thành phần kháng) và cáp lực (thành phần dung). Nếu một mạng điện không có hoặc có ít thành phần điện trở kết nối vào và một pha điện áp bị mất, thì hiện tượng cộng hưởng sắt từ sẽ xảy ra. Nếu các pha còn lại không nhanh chóng được ngắt ra thì hiện tượng trên lại tiếp diễn, quá áp có thể dẫn đến làm hỏng cách điện của các thiết bị trong mạng điện gây hư hỏng thiết bị.
Có thể tránh được hiện tượng này bằng cách kết nối một tải thuần trở cực tiểu vào phía thứ cấp của máy biến áp hoặc cắt điện áp bằng một thiết bị ngắt 3 pha như máy cắt 3 cực. 

## Các bộ điều chỉnh cộng hưởng sắt từ
Một bộ điều chỉnh cộng hưởng sắt từ là một máy biến áp mắc shunt từ tính và một mạch tinh chỉnh bao gồm một cuộn dây và một tụ điện được bố trí sao cho cung cấp một công suất không đổi khi điện áp đầu vào hoặc dòng điện đầu ra thay đổi. Mạch này có đầu sơ cấp ở phía một cuộn shunt từ tính và cuộn mạch tinh chỉnh và đầu thứ cấp là ở phía kia. Việc điều chỉnh phụ thuộc vào bảo hòa từ trong đoạn xung quanh phần thứ cấp. Hiện tượng bảo hòa mạch từ gây ra nhiệt lượng lớn và việc điều chỉnh không tốt bằng sử dụng linh kiện bán dẫn, do đó bộ điều chỉnh này đã lỗi thời, không còn được sử dụng nhiều nữa.
Bằng cách sắp xếp các miếng lõi sắt máy biến áp có từ tính riêng rẽ, và lắp một mạch cộng hưởng sắt từ (một tụ điện và một cuộn dây đi kèm), một máy biến áp có thể được dùng để tự động giữ điện áp cuộn dây thứ cấp tương đối không đổi khi thay đổi nguồn ở cuộn sơ cấp mà không cần mạch phụ đi kèm hoặc phải điều chỉnh bằng tay. Các máy biến áp CVA làm việc nóng hơn các máy biến áp lực thông thường, bởi việc điều chỉnh phụ thuộc vào hiện tượng bảo hòa lõi sắt, làm giảm hiệu suất một chút. Dạng sóng đầu ra bị biến dạng mạnh trừ phi sử dụng các biện pháp cẩn thận để tránh hiện tượng này. Các máy biến áp bảo hòa cung cấp một phương pháp đơn giản, hiệu quả để giữ ổn định nguồn cấp AC (nguồn điện xoay chiều).